# ۲۵ اکتبر
۲۵ اکتبر دویست و نود و هشتمین (در سال‌های کبیسه دویست و نود و نهمین) روز سال در گاه‌شماری میلادی است. ۶۷ روز تا پایان سال باقی‌است.

## رویدادها
- ۱۱۴۷ - ترکان سلجوقی صلیبیون آلمانی به رهبری کنراد سوم را در نبرد دوریله شکست دادند.
- ۱۱۵۴ - هنری دوم به پادشاهی انگلستان رسید.
- ۱۷۶۰ - جرج سوم به پادشاهی بریتانیای کبیر رسید.
- ۱۸۶۱ - بورس تورنتو ایجاد شد.
- ۱۹۱۷ - با اشغال قصر زمستانی، انقلاب اکتبر در روسیه به وقوع پیوست. (بر اساس تقویم جولیایی)
- ۱۹۴۱ - جنگ جهانی دوم - نبرد نخست خارکوف: نیروهای آلمانی در طی عملیات بارباروسا شهر خارکوف در اوکراین را به تصرف خود درآوردند.
- ۱۹۴۴ - شهر کَره بلغارستان در طی جنگ جهانی دوم به اشغال قوای شوروی و رومانی درآمد.
- ۱۹۴۴ - جنگ جهانی دوم، نبرد خلیج لیته
- ۱۹۴۵ - در پی شکست و تسلیم شدن ژاپن در جنگ دوم جهانی جمهوری چین کنترل جزیره تایوان را در دست گرفت.
- ۱۹۶۲ - اوگاندا به سازمان ملل متحد پیوست.
- ۱۹۶۲ - نلسون ماندلا، مبارز اهل آفریقای جنوبی از طرف حکومت آپارتاید به پنج سال زندان محکوم شد.
- ۱۹۷۱ - سازمان ملل متحد کرسی جمهوری چین (تایوان) را به جمهوری خلق چین واگذار کرد.
- ۱۹۷۷ - دیجیتال ایکویپ‌منت کورپوریشن شرکتی در ایالات متحده نسخته اول سیستم عامل اوپن‌وی‌ام‌اس را منتشر کرد.
- ۱۹۸۳ - شش روز پس از اعدام مائوریس بیشاپ نخست‌وزیر گرانادا و هوادارانش در پی کودتا، نیروی‌های آمریکایی به همراه متحدان حوزه کارائیب خود به این کشور هجوم بردند.
- ۱۹۹۱ - سه ماه پس از پایان جنگ استقلال اسلوونی معروف به جنگ ده روزه آخرین سرباز یوگوسلاوویایی، اسلوونی را ترک کرد.
- ۱۹۹۷ - در طی جنگ داخلی نیروهای وفادار به پاسکال لیسوبا، رئیس‌جمهور جمهوری کنگو از برازاویل، پایتخت رانده شدند و دنیس ساسو نگسو به کمک شورشی‌های مخالف دولت و نیروهای مسلح آنگولا خود را رئیس‌جمهور این کشور خواند.
- ۲۰۰۴ - در پی فراگیری بسیار بالای دلار و تحریم‌های وضع شده از جانب ایالات متحده، فیدل کاسترو، رئیس‌جمهور کوبا استفاده از دلار ایالات متحده در مبادلات تجاری را ممنوع اعلام کرد.
- ۲۰۰۴. پلیس و ارتش تایلند در منطقه تای‌بای که بیشتر ساکنان آن مسلمانان مالایی هستند، به روی معترضان آتش گشوده و ۷ نفر را کشتند و ۷۸ نفر را در ماشین‌های پلیس بر اثر خفگی قربانی کردند.[۱]
- ۲۰۰۹ - در روزی خونین در اثر زنجیره‌ای خودروهای بمب‌گذاری شده در بغداد پایتخت عراق ۱۵۵ نفر کشته و بیش از ۷۰۰ نفر زخمی شدند.
- ۲۰۱۰ - در اثر زلزله ۷٫۷ ریشتری و سومانی حاصل از آن در سواحل غربی سوماترای اندونزی بیش از ۴۰۰ تن کشته شدند.

## زادروزها
- ۱۸۱۱ - اواریست گالوا، ریاضی‌دان و انقلابی فرانسوی
- ۱۸۸۱ - پابلو پیکاسو، نقاش، پیکرتراش، طراح صحنه و شاعر اسپانیایی
- ۱۸۹۰ - فلوید بنت، هوانورد آمریکایی
- ۱۹۱۰ – جانی ماورو، راننده مسابقات اتومبیل‌رانی اهل ایالات متحده (د. ۲۰۰۳)
- ۱۹۵۹ - فاطمه العشبی، شاعر یمنی. [۲]
- ۱۹۷۱ - ماجد المهندس، خواننده و آهنگ‌ساز عراقی
- ۱۹۸۴ - کیتی پری، خواننده، ترانه‌سرا و بازیگر آمریکایی
- ۱۹۸۵ - سی‌یرا، خواننده، مدل و بازیگر آمریکایی
- ۱۹۸۵ - گونل زینالوا، خواننده آذربایجانی

## درگذشت‌ها
- ۱۱۵۴ - استیون، پادشاه انگلستان (ز. ۱۰۹۶)
- ۱۹۸۴ - ریچارد براتیگان، نویسنده و شاعر آمریکایی

## مناسبت‌ها
- روز قوای مسلح در کشور رومانی
- روز قانون اساسی در کشور لیتوانی
- روز جمهوری در کشور قزاقستان
- روز شکرگزاری در کشور گرانادا